# Psychotic Reaction (singolo)
Psychotic Reaction, contenuta nell'omonimo album, è un brano musicale e un singolo del gruppo garage rock statunitense Count Five.
Fu il più grosso successo commerciale della band raggiungendo la posizione numero 5 nella classifica Billboard Hot 100 negli Stati Uniti, e si tratta di una delle prime canzoni acid rock (o psichedeliche), caratterizzata dall'uso del feedback e della distorsione, che divenne una delle maggiori hit dell'epoca psichedelica.
Il brano è stato inserito nella lista della Rock and Roll Hall of Fame "500 Songs That Shaped Rock and Roll". Nel 2014 la rivista Paste ha inserito la canzone alla settima posizione della classifica "50 Best Garage Rock Songs of All Time" da loro redatta.

## Il brano
Verso la fine del 1964,  il chitarrista irlandese John "Sean" Byrne frequentò un corso di educazione sanitaria durante il suo primo anno al San Jose City College in California, studiando psicosi e neurosi. L'amico Ron Lamb gli disse: «Sai quale sarebbe un gran titolo per una canzone? Psychotic Reaction! ("reazione psicotica")». Byrne aveva già composto una canzone quello stesso giorno, e quindi utilizzò il titolo suggerito per finirla, e l'intera band fu accreditata della composizione.
Secondo quanto dichiarato in un'intervista da Byrne, la sezione "scatenata" dell'assolo nella canzone venne influenzato dalla cover degli Yardbirds datata 1965 del classico di Bo Diddley I'm a Man, mentre il resto della traccia fu un contributo originale collettivo della band.
Quando i Count Five, con manager il padre del cantante Kenn Ellner, Sol Ellner, suonarono la canzone dal vivo qualche settimana dopo durante un ballo scolastico al West Valley College di Campbell, il disc jockey Brian Lord della locale KLIV radio, che era presente alla serata, rimase molto impressionato. Dopo aver dato loro qualche suggerimento circa l'arrangiamento della canzone così da renderla ancora più "esplosiva", Lord mise in contatto la band con una coppia di suoi amici di Los Angeles, Hal Winn e Joe Hooven, in procinto di creare la propria etichetta discografica, la Double Shot Records.
Sebbene il singolo si rivelasse un buon successo a livello locale, le principali case discografiche non si dissero interessate ai Count Five e la band trascorse mesi a fare audizioni senza successo. Dopo una ennesima revisione di Psychotic Reaction, alla fine fu proprio la Double Shot che decise di dare una possibilità al gruppo, e venne programmato di incidere il pezzo in studio e di far uscire il brano come singolo.
Psychotic Reaction è un brano musicale che può definirsi garage rock, acid rock, rock psichedelico e proto-punk. La canzone possiede un ritmo ripetitivo che va in accelerando, e un'ipnotica melodia suonata dalla chitarra elettrica distorta. I produttori discografici Winn e Hooven copiarono la sezione "festaiola" centrale del brano, per riproporla alla fine della canzone in dissolvenza.
Psychotic Reaction venne pubblicata su singolo in due occasioni: nel febbraio 1965 riscuotendo un successo a livello locale, e nel giugno 1966. La seconda edizione sfondò a livello nazionale negli Stati Uniti, e il singolo raggiunse la quinta posizione nella classifica di Billboard in settembre.
Per capitalizzare il successo riscosso dal 45 giri, la Double Shot volle che la band incidesse immediatamente un album intero. Il disco di debutto venne ovviamente intitolato Psychotic Reaction, e fu pubblicato nell'ottobre 1966. Nel disco, oltre alla hit del titolo, erano incluse sette nuove composizioni principalmente opera di John Byrne.

## Riferimenti in altri media
La canzone è stata inclusa nei videogiochi Battlefield Vietnam (2004) e Mafia 3 (2016).
Psychotic Reaction è inoltre contenuta nei film Al di là di tutti i limiti di Marek Kanievska (1987), Drugstore Cowboy di Gus Van Sant (1989),  Auto Focus di Paul Schrader (2002) e CBGB di Randall Miller (2013).
Il brano è stato inserito nell'episodio "Bad Friend" della seconda stagione della serie televisiva Girls.

## Cover
- Positively 13 O'Clock (alias Jimmy Rabbitt con membri dei Mouse and the Traps ed altri) nel 1967.
- Brenton Wood nel 1967 sull'album Oogum Boogum.
- The Leathercoated Minds, nel 1966 sull'album A Trip Down the Sunset Strip.
- The Residents in versione stravolta e parodiata in The Third Reich 'n Roll del 1976.
- The Radiators from Space nel 1977 come B-side del singolo Enemies.
- Television dal vivo.
- The Cramps dal vivo nel 1983 sul mini-album Smell of Female.
- Nash the Slash nel 1984 sull'album American Bandages, con degli inserti recitati tratti dalla lettera di John Hinckley a Jodie Foster,[12] e dialoghi dal film Taxi Driver.
- Haunted Garage nel 1991 sull'album Possession Park.
- The Fuzztones dal vivo.
- The Vibrators sull'album Garage Punk (2009).
- Tom Petty and the Heartbreakers dal vivo nel box set Playback.
- Night Beats dal vivo nel 2011.[13]

## Formazione
Count Five
- John "Sean" Byrne - voce, chitarra ritmica
- John "Mouse" Michalski - fuzz guitar
- Craig "Butch" Atkinson - batteria
- Kenn Ellner - armonica a bocca
- Roy Chaney - basso